# Панча
Панча — река в России, протекает по территории Ямало-Ненецкого автономного округа. Устье реки находится в 21 км по правому берегу реки Панчаткы. Длина реки составляет 82 км.
- В 52 км от устья по левому берегу реки впадает река Гутконгдо.
- В 59 км от устья по левому берегу реки впадает река Щитылькы.

## Данные водного реестра
По данным государственного водного реестра России относится к Нижнеобскому бассейновому округу, водохозяйственный участок реки — Таз, речной подбассейн реки — подбассейн отсутствует. Речной бассейн реки — Таз.
Код объекта в государственном водном реестре — 15050000112115300070172.